# У році Господа (фільм, 1969)
«У році Господа» (італ. Nell'anno del Signore) — італійський драматичний фільм 1969 року режисера Луїджі Маньї. Фільм заснований на реальній історії страти двох карбонарів у папському Римі. Це перший фільм з трилогії, до якої увійшли також кінострічки Луїджі Маньї «Іменем Папи-короля» (1977) та «Іменем суверенного народу» (1990), у яких відображена тема відносин між народом і римською аристократією з владою понтифікату під час бурхливого об'єднання держав італійського півострова в період Рісорджименто.

## Сюжет
1825 рік, прихильники кардинала Ріварола (Уго Тоньяцці) переслідують революціонерів у папському Римі за те, що вони наважилися повстати проти Папи. Швець Корнак'я (Ніно Манфреді) довідався, що принцеса Спада (Брітт Екланд) є шпигункою і збирається донести на своїх революційних сподвижників. Тому Корнак'я пропонує двом карбонаріям (різновид масонів), хірургові Леонідові Монтанарі (Робер Оссейн) і його молодому соратникові Анджело Таргіні (Рено Верле), вбити принцесу Спада. Однак замах зазнає невдачі, ці двоє не вбивають її і вирішують втекти з Риму. Але їх заарештовують і засуджують до страти …

## Ролі виконують
- Ніно Манфреді — Корнак'я / Пасквіно
- Енріко Марія Салерно — полковник Нардоні
- Клаудія Кардінале — Джудітта Ді Кастро
- Робер Оссейн — Леонід Монтанарі[it][1]
- Рено Верле[fr] — Анджело Таргіні[it]
- Альберто Сорді — монах
- Уго Тоньяцці — кардинал Ріварола[it]
- Енцо Черузіко — карбонарій
- Брітт Екланд — принцеса Спада
- Франко Аббіна[it] — принц Філіп Спада

## Нагороди
- 1970 Премія Давида ді Донателло[2]:
  - за найкращу чоловічу роль — Ніно Манфреді
- 1970 Премія «Срібна стрічка» Італійського національного синдикату кіножурналістів:
  - найкращому акторові — Ніно Манфреді